# Cuspidia (planta)
Cuspidia  es un género monotípico de plantas con flores en la familia de las asteráceas. Su única especie: Cuspidia cernua, es originaria de Sudáfrica.

## Descripción
Es una planta herbácea, glabra o casi, con  la ramificación difusa, las hojas alternas, oblongas u obovadas, agudas, gruesamente espinoso-dentadas, el margen ciliado; aquenios glabros, pubescentes en el ápice. Raíz, aparentemente anual. Los tallos ascendentes. El involucro como en Gorteria, imbricados en varias filas, pero de dos tipos. Los rayos florales de color amarillo pálido. Vilanos  estrechos, lanza-subulados y plumosos.

## Taxonomía
Cuspidia cernua fue descrita por (L.f.) B.L.Burtt y publicado en Kew Bulletin 1948: 73. 1948.
Sinonimia
- Agriphyllum echinatum Desf.
- Aspidalis araneosa Gaertn.
- Berkheya cernua R.Br.
- Cuspidia araneosa (Meerb.) Gaertn.
- Cuspidia castrata Cass.

subsp. annua (Less.) Roessler
- Didelta annua Less.

subsp. cernua (L.f.) B.L.Burtt
- Didelta cernua (L.f.) Less.
- Gorteria araneosa Meerb.
- Gorteria cernua L.f.	basónimo
- Gorteria echinata Dryand.